# Mundo narrativo
El concepto de mundos narrativos se refiere a aquellos universos ficticios y estructurados ideados por el autor. Poseen diversas leyes y formas de comportarse dependiendo del mundo en cuestión.

## Mundo cotidiano
Este tipo de mundo y relato se caracteriza por presentar gran fidelidad a la realidad representada, es decir, la exposición del diario vivir en una comunidad y ambiente que envuelven los personajes. No obstante, este tipo de relato se centra en lo regional o autóctono de un pueblo, región o país. Baldomero Lillo, Luis Durand y Mariano Latorre son ejemplos célebres de autores anclados a este tipo de relato.

Pablo se aferró instintivamente a las piernas de su padre. Zumbábanle los oídos y el piso que huía debajo de sus pies le producía una extraña sensación de angustia. Creíase precipitado en aquel agujero cuya negra abertura había entrevisto al penetrar en la jaula, y sus grandes ojos miraban con espanto las lóbregas paredes del pozo en el que se hundían con vertiginosa rapidez. En aquel silencioso descenso sin trepidación ni más ruido que el del agua goteando sobre la techumbre de hierro las luces de las lámparas parecían prontas a extinguirse y a sus débiles destellos se delineaban vagamente en la penumbra las hendiduras y partes salientes de la roca; una serie interminable de negras sombras que volaban como saetas hacia lo alto.

Pasado un minuto, la velocidad disminuyó bruscamente, los pies asentáronse con más solidez en el piso fugitivo y el pesado armazón de hierro, con un áspero rechinar de goznes y de cadenas, quedó inmóvil a la entrada de la galería.
La Compuerta Número 12 - Subterra, Baldomero Lillo.

## Mundo onírico
Los textos de carácter onírico exponen una nueva forma de ver la realidad, y de representar algo cotidiano o real. Corresponde al sueño y en varios casos predomina el monólogo interior. El autor representa sus sueños a través de la escritura donde el hombre con sus problemas existenciales, soledad, la angustia, la incomunicación, trata de entender mejor la verdad de su existencia, la realidad y la irrealidad, et
el personaje principal sufre transformaciones durante la historia.
Aunque el origen de "onírico" sea el griego(ensueño), este tipo de mundo incluye además los estados febriles, de locura y de desequilibrio emocional, como sucede en libros como La Última Niebla, La Noche Boca Arriba y Ojos de Perro Azul.

Sin un grito, me pongo de pie y corro. Tomo la primera calle a la derecha, doblo una esquina y diviso los dos árboles de gruesas ramas convulsas, la oscura pátina de una alta fachada.
Estoy frente a la casa de mi amante. Las persianas continúan cerradas. El no llegará sino al anochecer. Pero yo quiero saborear el placer de saberme ante su casa. Contemplo, gozosa, el jardín abandonado.
Me aprieto a las frías rejas para sentirlas muy sólidas contra mi carne.
¡No fue un sueño, no!
Sacudo la verja y ésta se abre, rechinando. Noto que no la aseguran ya sus viejas cadenas. Me invade una repentina inquietud. Subo corriendo la escalinata, me paro frente a la mampara y oprimo un botón oxidado. Un sonido de timbre lejano responde a mi gesto. Transcurren varios minutos.
Resuelta ya a marcharme, espero un segundo más, no sé por qué. Me acomete una especie de vértigo. La puerta se ha abierto.
Un criado me invita a pasar, con la mirada. Aturdida, doy un paso hacia adentro. Me encuentro en un hall donde una inmensa galena de cristales abre sobre un patio florido. Aunque la luz no es cruda, entorno los ojos, penosamente deslumbrada. ¿No esperaba acaso sumirme en la penumbra?
—Avisaré a la señora —insinúa el criado y se aleja.
¿La señora? ¿Qué señora? Paseo una mirada a mi alrededor. ¿Y esta casa, qué tiene que ver con la de mis sueños? Hay muebles de mal gusto, telas chillonas, y en un rincón cuelga, de una percha, una jaula con dos canarios. En las paredes, retratos de gente convencional. Ni un solo retrato en cuya imagen pueda identificar a mi desconocido.
Un gemido lejano desgarra el silencio, un gemido tranquilo, un gemido prolongado que parece venir del piso superior. Me inunda una súbita dulzura. Para orientarme, cierro los ojos y, como en aquella lejana noche de amor, subo, a tientas, una escalera que noto ahora
alfombrada. Ando a lo largo de estrechos corredores, voy hacia el gemido que me llama siempre. Lo siento cada vez más cerca. Empujo una última puerta y miro.
¿Dónde la suavidad del gran lecho y la melancolía de las viejas cretonas? Las paredes están tapizadas de libros y de mapas. Bajo una lámpara, y parado frente a un atril, hay un niño estudiando violín.
Al pie de la escalera, el criado me espera, respetuoso.
—La señora no está.
—¿Y su marido? —pregunto, de súbito.
Una voz glacial me contesta:
—¿El señor? Falleció hace más de quince años.
—¡Cómo!
—Era ciego. Resbaló en la escalera. Lo encontramos muerto...
La Última Niebla, María Luisa Bombal.

## Mundo mítico
Corresponde a una narración anónima que intenta explicar sucesos que la ciencia de la época no es capaz de explicar con claridad alguna. Por ejemplo: el día y la noche, la creación del universo, narradas por determinadas creencias de una cultura. Son narradas gracias al establecimiento de un imaginario religioso formado por deidades o fuerzas sobrenaturales. 

Primero todo era silencio, había mucha calma. No había nada que estuviera en pie en toda la faz de la tierra, solo existía el mar en reposo y un cielo apacible.

Todo era oscuro, solo Tepeu y Gucumatz(progenitores)estaban en el agua rodeados de claridad. Ellos son los que disponen de la creación de árboles, bejucos, nacimiento de la vida y del hombre. Se formó el corazón del cielo.
Mediante su palabra ellos hicieron emerger la tierra. dijeron “tierra” y esta fue hecha. Así sucesivamente surgieron el día y la noche, las montanas y valles, brotaron pinares. También se crearon las corrientes de agua y los arroyos corrieron libremente.

Luego crearon a los animales, los venados, pájaros, leones, tigres, serpientes, culebras, víboras, guardianes de los bejucos entre otros. Estos fueron hechos para cuidar a los árboles y a las plantas. Los animales se dispersaron y se multiplicaron, pero los creadores les dieron sus moradas respectivas, mar, tierra o aire.
Popol Vuh

## Mundo Realista
Se caracteriza porque se ajusta a la realidad de los acontecimientos. Su objetivo es reflejar el mundo actual donde vivimos, tiene una lógica habitual, tiene una descripción objetiva y detallada, también pueden existir mundos cotidianos del pasado. La diferencia con el mundo realista es que no pretende reflejar un hecho importante para la humanidad.

## Mundo fantástico
Se caracteriza por transgredir el orden racional de los acontecimientos. Este universo se relaciona con lo maravilloso, lo extraordinario, lo sobrenatural, lo inexplicable, etcétera. Se puede contar en un mundo normal pero un hecho irrumpe en esta "normalidad", lo que lo diferencia de lo maravilloso es que en este mundo para la gente no es normal, ver este tipo de hechos fantásticos.

## Mundo utópico
El concepto utopía designa la proyección humana de un mundo idealizado que se presenta como alternativo al mundo realmente existente, ejerciendo así una crítica sobre éste. Obras literarias que hacen referencia a un lugar inexistente, perfecto, un sitio imaginario irrealista e ideal, pero que puede ser posible. Se plantea un mundo mucho mejor al que conocemos como “real”. Generalmente, propone modelos sociales, nacionales, y culturales distintos, ejerciendo así una crítica sobre el mundo real.
Se puede definir la utopía como la descripción de una sociedad ideal situada en una abstracción de tiempo o de espacio. En este sentido, es posible distinguir dos grandes géneros: los que apuntan a la construcción global de una sociedad ideal futura y los que describen una sociedad ideal situada en un espacio delimitado. En las utopías espaciales, el ideal constituye un modelo para valorar las insuficiencias del orden existente; mientras que en las utopías de futuro el ideal se concibe frecuentemente como un fin a conseguir en el curso de la evolución humana.
Estas utopías, estos lugares que no existen en ningún lugar más allá de los sueños de quienes los imaginan, serán el colofón a todas las reflexiones que nos han ocupado. Reflexiones que, en definitiva, responden a una necesidad completamente humana de desear mundos mejores, más justos y más felices.

## Mundo Distópico
El mundo distópico es el opuesto al utópico, ya que en él se muestra una sociedad sumida en el caos, cruel y/o abusiva. 
En estos relatos el autor suele recrear un mundo opuesto al presente en una sociedad igualitaria, feliz y pacífica. Hay diferentes divisiones de este mundo, y muchas maneras de producirlo para el autor. Ejemplos célebres de este mundo son: 1984 de George Orwell, Ensayo sobre la ceguera de José Saramago y Mercaderes del Espacio de Frederik Pohl y Cyril M. Kornbluth. 
El origen de este mundo se remonta al siglo XIX y desarrolla temas como el miedo, batallas ideológicas contra el comunismo y el capitalismo, la crueldad del fascismo, la tiranía secular/religiosa y muchos más.

## Mundo Legendario
Este universo se relaciona con lo maravilloso, lo extraordinario. Lo sobrenatural, lo inexplicable, etc. Es contado en un mundo totalmente normal, pero siempre habrá un hecho que genere un cambio en este cuento.
Se diferencia del Mundo Mítico ya que este explica fenómenos de carácter local y/o que son contados "de boca en boca".
- Datos: Q6026410